# Elba Express
Elba Express — трубопровід, споруджений для видачі регазифікованої продукції з терміналу для прийому зрідженого природного газу на острові Ельба (штат Джорджія).
В 2000-х роках розпочали модернізацію терміналу ЗПГ Ельба, яка значно збільшила його потужність. Для транспортування додаткових обсягів у 2010-му ввели в експлуатацію газопровід Elba Express довжиною 190 миль. Він пройшов на північний захід до місця сполучення з потужною системою Transco, призначеною для транспортування блакитного палива з району Мексиканської затоки на північний схід країни. Виконаний в діаметрах 900 та 1050 мм, Elba Express мав початкову потужність 26,7 млн м3 на добу з планом розширення до 32,9 млн м3 у 2014 році.
Сполучення з Transco відбувається через два інтерконектори, що знаходяться на протилежних берегах річки Саванна — в окрузі Anderson (Південна Кароліна) та окрузі Hart (Джорджія). Крім того, існує дві перемички у Wrens та порту Wentworth з газопроводом Southern Natural Gas Pipeline (прокладений від родовищ Мексиканської затоки через Алабаму до Джорджії). Нарешті, у тому ж Wentworth Elba Express з'єднаний з мережею Dominion Carolina Gas Transmission, яка забезпечує блакитним паливом штат Південна Кароліна.
В зв'язку з розвитком власного видобутку внаслідок «сланцевої революції», планується перетворення терміналу Ельба на завод із виробництва ЗПГ для експорту. При цьому газопровід Elba Express, переведений у реверсний режим, буде постачати для роботи заводу сировину, доставлену по Transco та Southern Natural Gas.  